# Ryan Dolan (zanger)
Ryan Dolan (Strabane, 22 juli 1985) is een Noord-Ierse zanger.

## Biografie
Dolan raakte bekend bij het grote publiek door zijn deelname aan Eurosong 2013, de Ierse preselectie voor het Eurovisiesongfestival. Stuart O’Connor, een van de vijf mentors die een artiest mochten selecteren voor de nationale voorronde, had hem uitgepikt. Met het nummer Only love survives wist hij uiteindelijk Eurosong 2013 te winnen, waarmee hij Ierland vertegenwoordigde op het Eurovisiesongfestival 2013, in het Zweedse Malmö. Hij werd echter laatste in de finale, met een score van vijf punten.

## Discografie

### Singles
| Single met hitnotering(en) in de Vlaamse Ultratop 50 | Datum van verschijnen | Datum van binnenkomst | Hoogste positie | Aantal weken | Opmerkingen |
| ---------------------------------------------------- | --------------------- | --------------------- | --------------- | ------------ | ----------- |
| Only love survives                                   | 2013                  | 18-05-2013            | tip67           | -            |             |